# Korsnäs gård

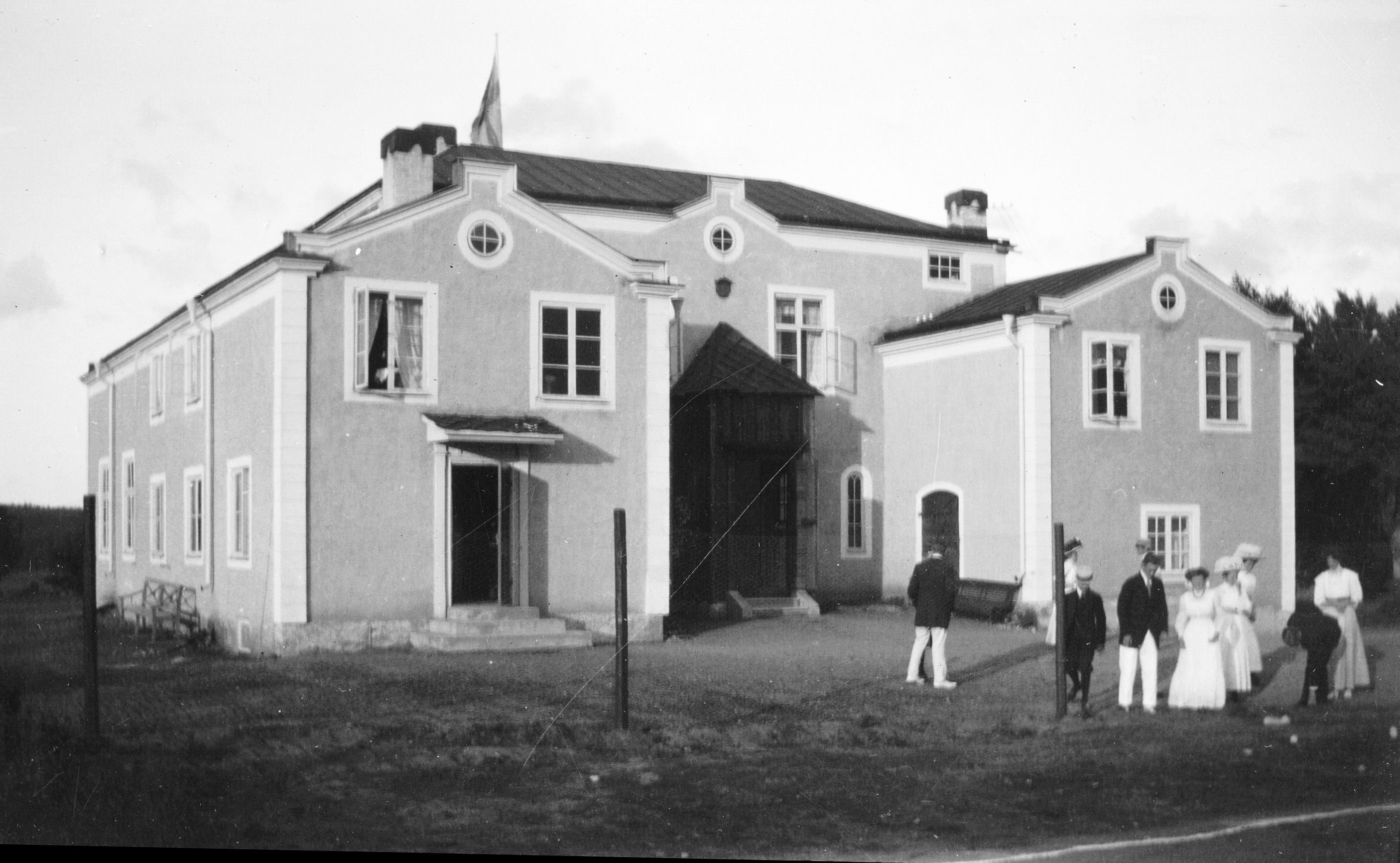
Korsnäs gård, entrésidan, 1910.

Korsnäs gård ligger i Grödinge, Botkyrka kommun vid Malmsjöns sydöstra strand. Här har Hare Krishna-rörelsen sedan 1980 ett av sina tempel. Korsnäs är det enda Radha Krishna-templet i Skandinavien. Musikgruppen RASAs skivor är inspelade i en studio där.

## Forntiden

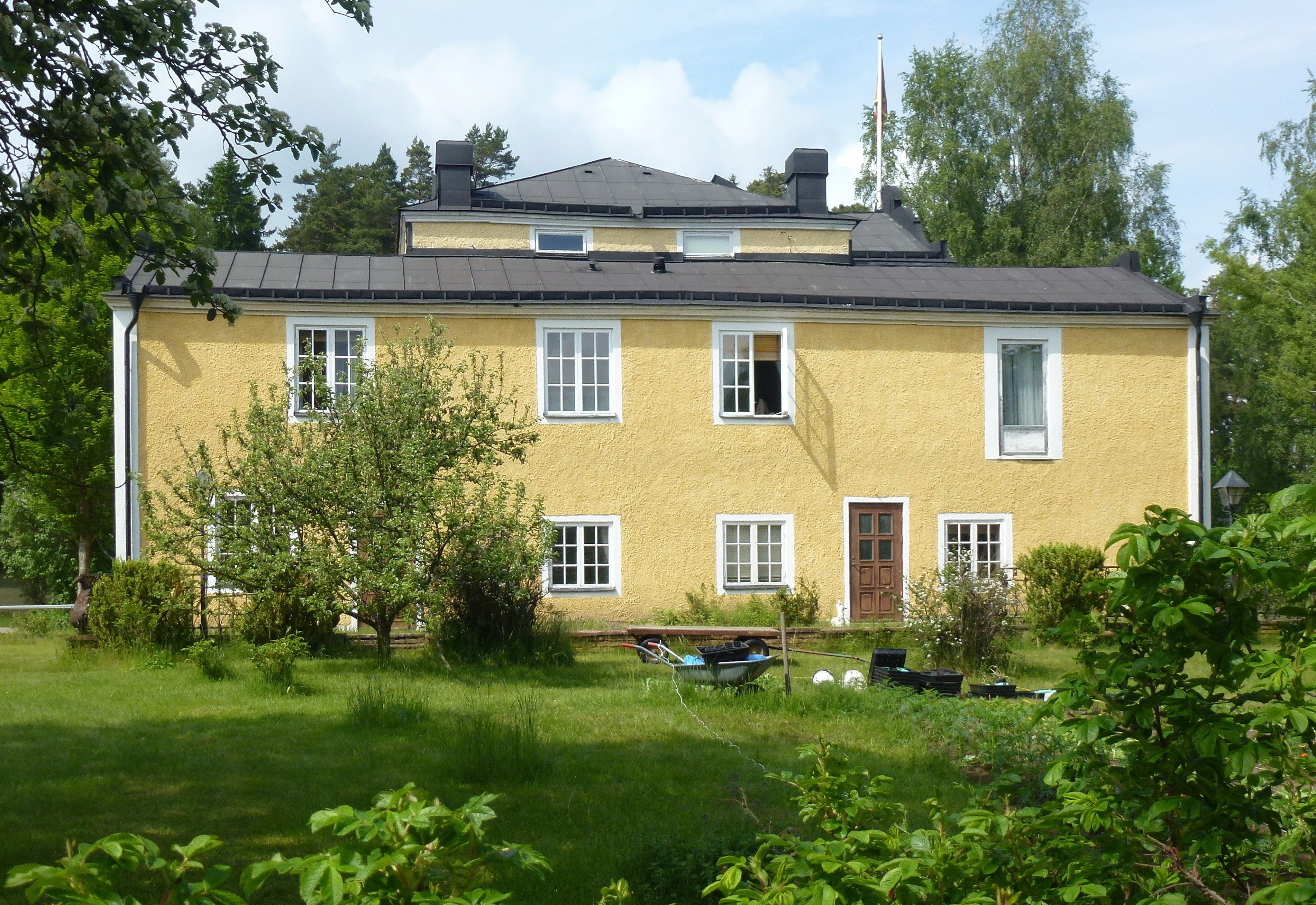
Korsnäs gård, huvudbyggnad 2014.

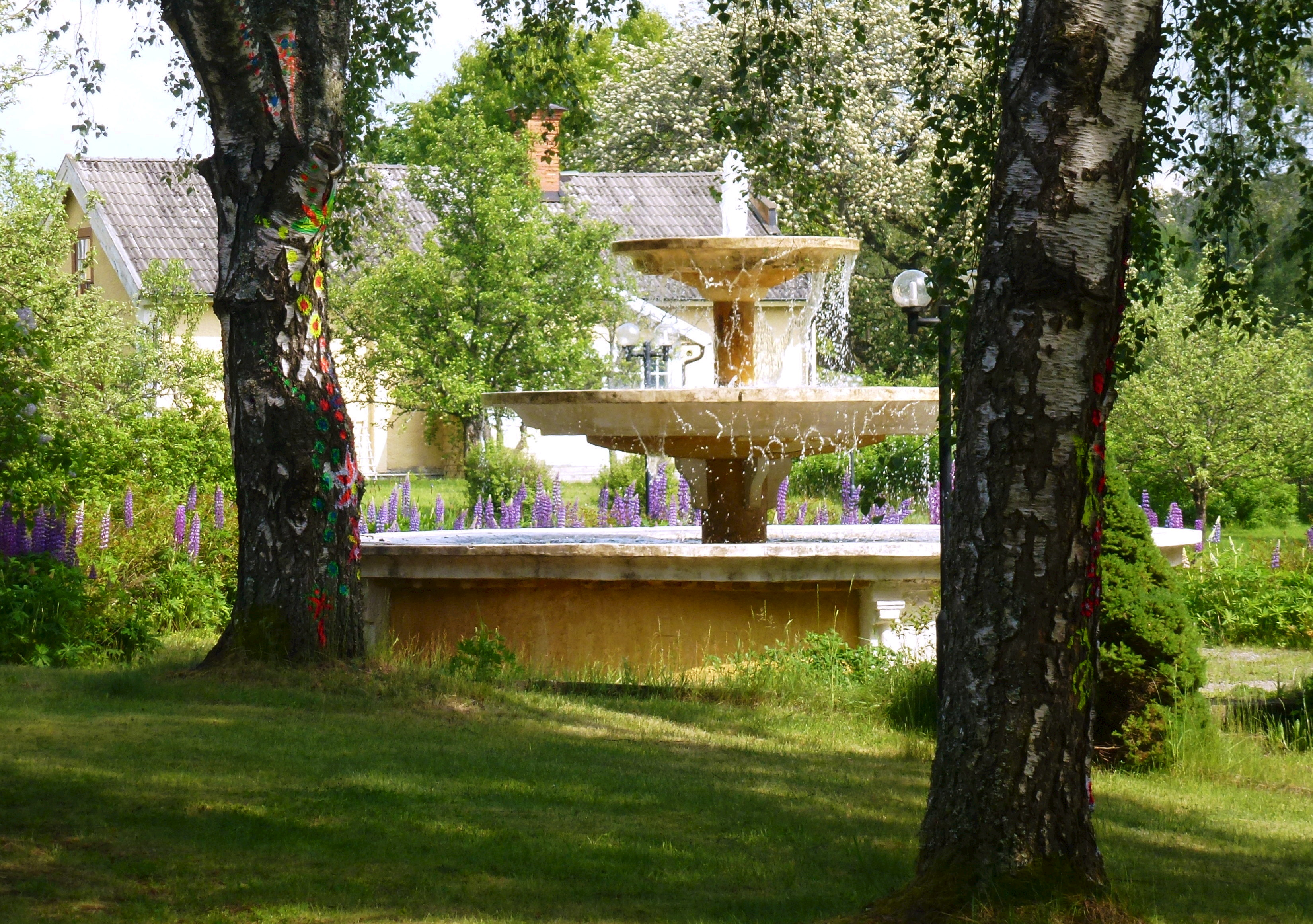
Korsnäs gård, fontän.

Gården ligger i ett område vid Malmsjöns sydöstra strand som kallas Korsnäs. Här finns en stor boplats från stenåldern med många fynd, närmare bestämt från mellanneolitikum (ca 3300-2300 f.Kr., den gropkeramiska kulturen). Under äldre stenåldern var det ett skärgårdslandskap med en strandlinje som låg cirka 50 meter över dagens.

## Gården
Vid platsen för den nuvarande Korsnäs gård fanns det ett torp från tidigt 1600-tal som då tillhörde egendomen Nolinge, och senare till Malmsjö gård. På 1800-talet började torpet kallas Sofielund efter Sofia Silverstrand som bodde där i början av 1800-talet. Malmsjö delades 1901 och torpet köptes ut, samtidigt uppfördes nuvarande Korsnäs gård. Det gamla torpet ingår som en del i nuvarande byggnad men går knappt att urskilja. Gårdens huvudbyggnad har två utbyggda flyglar och är gulputsat.